# Finlandia na Letnich Igrzyskach Olimpijskich 1984
Finlandię na Letnich Igrzyskach Olimpijskich 1984 reprezentowało 86 zawodników, 73 mężczyzn i 13 kobiet.

## Zdobyte medale
| Medal  | Zawodnik         | Dyscyplina           | Konkurencja                               | Rezultat     |
| ------ | ---------------- | -------------------- | ----------------------------------------- | ------------ |
| Złoto  | Juha Tiainen     | Lekkoatletyka        | Rzut młotem mężczyzn                      | 78,08 m      |
| Złoto  | Arto Härkönen    | Lekkoatletyka        | Rzut oszczepem mężczyzn                   | 86,76 m      |
| Złoto  | Pertti Karppinen | Wioślarstwo          | Jedynki mężczyzn                          | 7:00,24      |
| Złoto  | Jouko Salomäki   | Zapasy               | Waga do 74 kg w stylu klasycznym mężczyzn | [ 4 ] [ 5 ]  |
| Srebro | Tiina Lillak     | Lekkoatletyka        | Rzut oszczepem kobiet                     | 69,00 m      |
| Srebro | Tapio Sipilä     | Zapasy               | Waga do 68 kg w stylu klasycznym mężczyzn | [ 4 ] [ 7 ]  |
| Brąz   | Arto Bryggare    | Lekkoatletyka        | Bieg na 110 m przez płotki mężczyzn       | 13,40        |
| Brąz   | Joni Nyman       | Boks                 | Waga półśrednia mężczyzn                  | [ 4 ] [ 9 ]  |
| Brąz   | Rauno Bies       | Strzelectwo          | Pistolet szybkostrzelny 25 m mężczyzn     | 591 pkt      |
| Brąz   | Jouni Grönman    | Podnoszenie ciężarów | Waga do 67,5 kg mężczyzn                  | 312,5 kg     |
| Brąz   | Pekka Niemi      | Podnoszenie ciężarów | Waga do 100 kg mężczyzn                   | 367,5 kg     |
| Brąz   | Jukka Rauhala    | Zapasy               | Waga do 68 kg w stylu wolnym mężczyzn     | [ 4 ] [ 13 ] |